# Amara alaiensis
Amara alaiensis (лат.) — вид жуков-тускляков из семейства жужелиц и подсемейства харпалин (Harpalinae). Единственный представитель подрода Heterodema. Черновато-коричневые жуки длиной дела от 8,25 до 9,75 мм. Ноги и усики красноватые. Голова довольно широкая, гладкая или немного морщинистая. Грудь короткая, шириной немногим больше половины её длины. По её переднему краю имеется небольшая выемка, углы которой закруглены и слегка выдвинуты вперед. Похожим видом является Amara laoshanensis из Тибета. Встречается на западном Тян-Шане и Алайских горах.